# Société générale de financement
La Société générale de financement (SGF), société d'État québécoise fondée en 1962, était spécialisée dans le financement de projets destinés à favoriser la croissance économique du Québec, mais qui, généralement, ne respectent pas tous les critères de sélection des banques commerciales. 
Jacques Parizeau en a été l'un des fondateurs, alors qu'il était haut fonctionnaire dans les années du Parti libéral de Jean Lesage. Les activités de la SGF sont orientées vers la prise de contrôle de sociétés étrangères par des capitaux québécois dans le contexte de la Révolution tranquille. Le Mouvement Desjardins capitalise la SGF à 50 % jusqu'en 1973, date à laquelle il s'en retire.
La Société générale de financement est absorbée par Investissement Québec en décembre 2010 et cesse ses activités le 31 mars 2011.

## Historique
La Société générale de financement (SGF) est constituée le 6 juillet 1962 lorsque la loi constituant la Société générale de financement du Québec est sanctionnée. La SGF est alors destinée à stimuler le développement des entreprises industrielles et commerciales du Québec, notamment en faisant l'acquisition d'actions ou d'obligations d'entreprises. Le capital social autorisé est alors fixé à 150 millions de dollars et les caisses populaires sont autorisées sous conditions à acheter des parts de la SGF. 
La société connait des difficultés dans les années 1960 et au début des années 1970 du fait de sa double mission : développer le tissu industriel tout en fournissant un retour sur investissement à ses actionnaires. La société connait également des déficiences dans sa gestion tandis que sa stratégie d'investissement, trop diversifiée, limite sa rentabilité,.
Les actions détenues par les caisses populaires sont finalement rachetées par le gouvernement du Québec à partir du 21 décembre 1972 lorsque la loi concernant la Société générale de financement du Québec entre en vigueur. La SGF devient alors intégralement détenue par le gouvernement du Québec même si les filiales qu'elle détient peuvent être partiellement détenues par des intérêts privés.
En 1998, la SGF est autorisée à acquérir les actions de Rexfor, de Soquem, de Soquia et de Soquip. En septembre 1998 lorsque la responsabilité de la SGF est transférée du ministère de l'Industrie et du Commerce au ministère des Finances.
Le gouvernement du Québec annonce en septembre 2010 la fusion de la SGF et d'Investissement Québec dans une entité unique à l'horizon avril 2011. La nouvelle société conserve le nom « Investissement Québec ». La loi sur la fusion des deux entités est sanctionnée le 10 décembre 2010 et prévoit que la SGF achève définitivement ses activités le 31 mars 2011.

### Identité visuelle (logotype)

Logo de la SGF jusqu'en 1999.
Logo de la SGF de 1999 à 2006.
Logo de la SGF de 2006 à sa dissolution en 2011.

### Présidents
- 1963 - 1966 : Gérard Filion
- 1966 - 1972 : Jean Deschamps[14]
- 1972 - 1975 : Yvon Simard[15],[16]
- 1975 - 1978 : Raymond David
- 1978 - 1981 : Guy Coulombe[17]
- 1982 - 1986 : Jean-Claude LeBel[18]
- 1986 - 1988 : Yvon Marcoux[19]
- 1988 - 1990 : Paul Berthiaume[19],[20]
- 1990 - 1991 : Louis-Gilles Gagnon (par intérim)[19]
- 1991 - 1997 : Marc Fortier[21],[22]
- 1997 - 2003 : Claude Blanchet[23]
- 2003 - 2004 : Henri A. Roy (par intérim)[24]
- 2004 - : Pierre Shedleur[24]

### Textes législatifs
- Loi constituant la Société générale de financement du Québec, LQ 1962 (10-11 Eliz II), c. 54  (lire en ligne, consulté le 18 mai 2024)
- Loi concernant la Société générale de financement du Québec, LQ 1972, c. 52  (lire en ligne, consulté le 18 mai 2024)
- Loi sur la fusion de la Société générale de financement du Québec et d’Investissement Québec, LQ 2010, c. 37  (lire en ligne, consulté le 18 mai 2024)